# Rita Defauw
Rita Defauw (Gante, 23 de mayo de 1963) es una deportista belga que compitió en remo. Ganó cuatro medallas en el Campeonato Mundial de Remo entre los años 1986 y 1990.

## Palmarés internacional
| Campeonato Mundial | Campeonato Mundial       | Campeonato Mundial | Campeonato Mundial      |
| Año                | Lugar                    | Medalla            | Prueba                  |
| ------------------ | ------------------------ | ------------------ | ----------------------- |
| 1986               | Nottingham (Reino Unido) | Medalla de plata   | Scull individual ligero |
| 1987               | Copenhague (Dinamarca)   | Medalla de plata   | Scull individual ligero |
| 1989               | Bled (Yugoslavia)        | Medalla de plata   | Scull individual ligero |
| 1990               | Tasmania (Australia)     | Medalla de bronce  | Scull individual ligero |